# Mongaillard
Mongaillard is een gemeente in het Franse departement Lot-et-Garonne (regio Nouvelle-Aquitaine) en telt 187 inwoners (2005). De plaats maakt deel uit van het arrondissement Nérac.

## Geografie
De oppervlakte van Mongaillard bedraagt 8,7 km², de bevolkingsdichtheid is 21,5 inwoners per km².
De onderstaande kaart toont de ligging van Mongaillard met de belangrijkste infrastructuur en aangrenzende gemeenten.

## Demografie
Onderstaande figuur toont het verloop van het inwonertal (bron: INSEE-tellingen).